# Hollandia a 2010. évi téli olimpiai játékokon

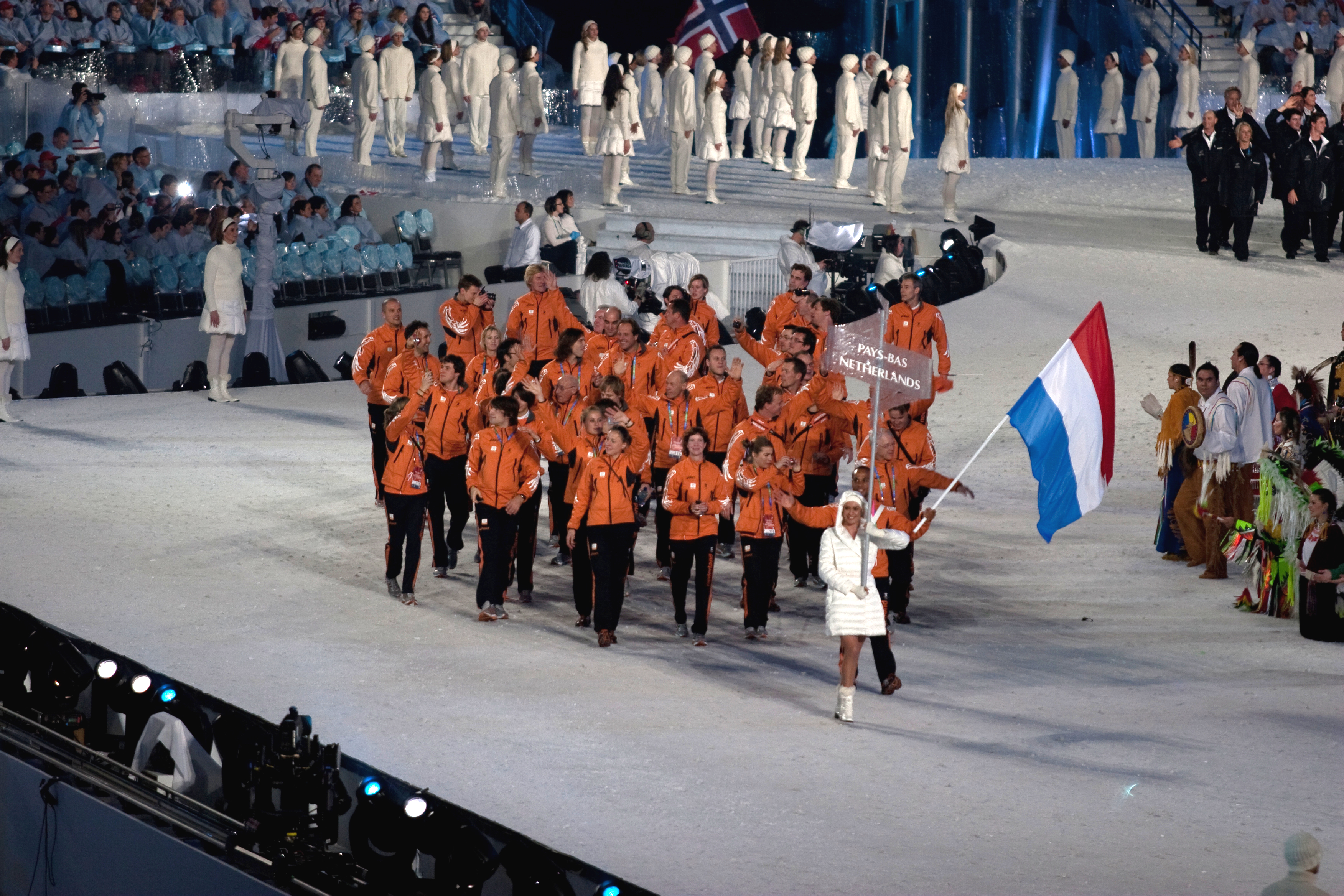
Hollandia olimpiai küldöttsége a megnyitón

Hollandia a kanadai Vancouverben megrendezett 2010. évi téli olimpiai játékok egyik részt vevő nemzete volt. Az országot az olimpián 4 sportágban 32 sportoló képviselte, akik összesen 8 érmet szereztek.

## Érmesek
| Érem  | Versenyző                                              | Sportág        | Versenyszám                |
| ----- | ------------------------------------------------------ | -------------- | -------------------------- |
| Arany | Mark Tuitert                                           | Gyorskorcsolya | Férfi 1500 m               |
| Arany | Sven Kramer                                            | Gyorskorcsolya | Férfi 5000 m               |
| Arany | Ireen Wüst                                             | Gyorskorcsolya | Női 1500 m                 |
| Arany | Nicolien Sauerbreij                                    | Snowboard      | Női parallel giant slaloms |
| Ezüst | Annette Gerritsen                                      | Gyorskorcsolya | Női 1000 m                 |
| Bronz | Bob de Jong                                            | Gyorskorcsolya | Férfi 10 000 m             |
| Bronz | Jan Blokhuijsen Sven Kramer Simon Kuipers Mark Tuitert | Gyorskorcsolya | Férfi csapat               |
| Bronz | Laurine van Riessen                                    | Gyorskorcsolya | Női 1000 m                 |

## Bob
Férfi
| Versenyző                                                     | Versenyszám | 1. futam   | 1. futam   | 2. futam | 2. futam | 3. futam | 3. futam | 4. futam | 4. futam | Összesítés | Összesítés |
| Versenyző                                                     | Versenyszám | Idő        | Hely.      | Idő      | Hely.    | Idő      | Hely.    | Idő      | Hely.    | Idő        | Helyezés   |
| ------------------------------------------------------------- | ----------- | ---------- | ---------- | -------- | -------- | -------- | -------- | -------- | -------- | ---------- | ---------- |
| Edwin van Calker Sybren Jansma                                | Kettes      | 52,37      | 14.        | 52,83    | 15.*     | 52,63    | 17.      | 52,62    | 16.      | 3:30,45    | 16.        |
| Edwin van Calker Sybren Jansma Arnold van Calker Timothy Beck | Négyes      | nem indult | nem indult | kiesett  | kiesett  | kiesett  | kiesett  | kiesett  | kiesett  | kiesett    | kiesett    |

Női
| Versenyző                   | Versenyszám | 1. futam | 1. futam | 2. futam | 2. futam | 3. futam | 3. futam | 4. futam | 4. futam | Összesítés | Összesítés |
| Versenyző                   | Versenyszám | Idő      | Hely.    | Idő      | Hely.    | Idő      | Hely.    | Idő      | Hely.    | Idő        | Helyezés   |
| --------------------------- | ----------- | -------- | -------- | -------- | -------- | -------- | -------- | -------- | -------- | ---------- | ---------- |
| Esmé Kamphuis Tine Veenstra | Kettes      | 53,81    | 9.       | 53,59    | 10.      | 54,09    | 12.      | 53,65    | 6.*      | 3:35,14    | 8.         |

* - egy másik csapattal azonos időt értek el

## Gyorskorcsolya
Férfi
| Versenyző           | Versenyszám | 1. futam | 1. futam | 2. futam | 2. futam | Eredmény | Helyezés |
| Versenyző           | Versenyszám | Idő      | Hely.    | Idő      | Hely.    | Eredmény | Helyezés |
| ------------------- | ----------- | -------- | -------- | -------- | -------- | -------- | -------- |
| Jan Blokhuijsen     | 5000 m      |          |          |          |          | 6:26,30  | 9.       |
| Jan Bos             | 500 m       | 36,149   | 31.      | 36,111   | 29.      | 72,260   | 29.      |
| Jan Bos             | 1000 m      |          |          |          |          | 1:10,29  | 12.      |
| Bob de Jong         | 5000 m      |          |          |          |          | 6:19,02  | 5.       |
| Bob de Jong         | 10 000 m    |          |          |          |          | 13:06,73 |          |
| Stefan Groothuis    | 1000 m      |          |          |          |          | 1:09,45  | 4.       |
| Stefan Groothuis    | 1500 m      |          |          |          |          | 1:48,03  | 16.      |
| Sven Kramer         | 1500 m      |          |          |          |          | 1:47,40  | 13.      |
| Sven Kramer         | 5000 m      |          |          |          |          | 6:14,60  |          |
| Sven Kramer         | 10 000 m    |          |          |          |          | kizárták | kizárták |
| Simon Kuipers       | 500 m       | 35,662   | 23.      | 35,669   | 20.      | 71,331   | 20.      |
| Simon Kuipers       | 1000 m      |          |          |          |          | 1:09,65  | 6.       |
| Simon Kuipers       | 1500 m      |          |          |          |          | 1:46,76  | 7.       |
| Ronald Mulder       | 500 m       | 35,155   | 11.      | 35,146   | 10.      | 70,301   | 11.      |
| Jan Smeekens        | 500 m       | 35,160   | 12.      | 35,051   | 4.       | 70,211   | 6.       |
| Mark Tuitert        | 1000 m      |          |          |          |          | 1:09,48  | 5.       |
| Mark Tuitert        | 1500 m      |          |          |          |          | 1:45,57  |          |
| Arjen van der Kieft | 10 000 m    |          |          |          |          | 13:33,37 | 9.       |

Női
| Versenyző           | Versenyszám | 1. futam | 1. futam | 2. futam | 2. futam | Eredmény | Helyezés |
| Versenyző           | Versenyszám | Idő      | Hely.    | Idő      | Hely.    | Eredmény | Helyezés |
| ------------------- | ----------- | -------- | -------- | -------- | -------- | -------- | -------- |
| Margot Boer         | 500 m       | 38,511   | 4.       | 38,365   | 4.       | 76,876   | 4.       |
| Margot Boer         | 1000 m      |          |          |          |          | 1:16,94  | 6.       |
| Margot Boer         | 1500 m      |          |          |          |          | 1:58,10  | 4.       |
| Elma de Vries       | 5000 m      |          |          |          |          | 7:16,68  | 11.      |
| Annette Gerritsen   | 500 m       | 97,952~  | 36.      | 38,709   | 9.       | 136,661  | 35.      |
| Annette Gerritsen   | 1000 m      |          |          |          |          | 1:16,58  |          |
| Annette Gerritsen   | 1500 m      |          |          |          |          | 1:58,46  | 7.       |
| Renate Groenewold   | 3000 m      |          |          |          |          | 4:11,25  | 10.      |
| Thijsje Oenema      | 500 m       | 38,892   | 14.      | 38,869   | 17.      | 77,761   | 15.      |
| Diane Valkenburg    | 3000 m      |          |          |          |          | 4:11,71  | 11.      |
| Laurine van Riessen | 500 m       | 39,302   | 21.      | 38,845   | 15.      | 78,147   | 19.      |
| Laurine van Riessen | 1000 m      |          |          |          |          | 1:16,72  |          |
| Laurine van Riessen | 1500 m      |          |          |          |          | 1:59,79  | 17.      |
| Jorien Voorhuis     | 5000 m      |          |          |          |          | 7:13,27  | 10.      |
| Ireen Wüst          | 1000 m      |          |          |          |          | 1:17,28  | 8.       |
| Ireen Wüst          | 1500 m      |          |          |          |          | 1:56,89  |          |
| Ireen Wüst          | 3000 m      |          |          |          |          | 4:08,09  | 7.       |

~ - a futam során elesett
Csapatversenyek
| Versenyző                                                     | Versenyszám | Negyeddöntő                                                                                       | Negyeddöntő | Elődöntő                                                                       | Elődöntő  | Döntő | Döntő                                                                                 | Döntő     | Helyezés |
| Versenyző                                                     | Versenyszám | Ellenfél Idő                                                                                      | Saját idő   | Ellenfél Idő                                                                   | Saját idő | Típus | Ellenfél Idő                                                                          | Saját idő | Helyezés |
| ------------------------------------------------------------- | ----------- | ------------------------------------------------------------------------------------------------- | ----------- | ------------------------------------------------------------------------------ | --------- | ----- | ------------------------------------------------------------------------------------- | --------- | -------- |
| Jan Blokhuijsen Sven Kramer Simon Kuipers Mark Tuitert        | Férfi       | Svédország (SWE) · Joel Eriksson · Daniel Friberg · Johan Röjler · 3:46,40                        | 3:44,25     | Egyesült Államok (USA) · Chad Hedrick · Brian Hansen · Jonathan Kuck · 3:42,71 | 3:43,11   | B     | Norvégia (NOR) · Håvard Bøkko · Henrik Christiansen · Mikael Flygind Larsen · 3:40,50 | 3:39,95   |          |
| Renate Groenewold Ireen Wüst Diane Valkenburg Jorien Voorhuis | Női         | Németország (GER) · Daniela Anschütz-Thoms · Stephanie Beckert · Anni Friesinger-Postma · 3:01,95 | 3:03,38     |                                                                                |           | C     | Kanada (CAN) · Kristina Groves · Christine Nesbitt · Brittany Schussler · 3:01,41     | 3:02,04   | 6.       |

## Rövidpályás gyorskorcsolya
Férfi
| Versenyző       | Versenyszám | Előfutam | Előfutam | Negyeddöntő | Negyeddöntő | Elődöntő | Elődöntő | B döntő | B döntő | Döntő   | Döntő   | Helyezés |
| Versenyző       | Versenyszám | Idő      | Hely.    | Idő         | Hely.       | Idő      | Hely.    | Idő     | Hely.   | Idő     | Hely.   | Helyezés |
| --------------- | ----------- | -------- | -------- | ----------- | ----------- | -------- | -------- | ------- | ------- | ------- | ------- | -------- |
| Niels Kerstholt | 500 m       | 42,180   | 2.       | 42,128      | 4.          | kiesett  | kiesett  | kiesett | kiesett | kiesett | kiesett | 16.      |
| Niels Kerstholt | 1500 m      | 2:46,222 | 5.       |             |             | 2:16,352 | 7.       | kiesett | kiesett | kiesett | kiesett | 20.      |
| Sjinkie Knegt   | 500 m       | 44,448   | 4.       | kiesett     | kiesett     | kiesett  | kiesett  | kiesett | kiesett | kiesett | kiesett | 28.      |
| Sjinkie Knegt   | 1000 m      | 1:25,449 | 2.       | 1:26,176    | 3.          | kiesett  | kiesett  | kiesett | kiesett | kiesett | kiesett | 11.      |
| Sjinkie Knegt   | 1500 m      | 2:14,862 | 2.       |             |             | 2:13,870 | 5.       | kiesett | kiesett | kiesett | kiesett | 14.      |

Női
| Versenyző                                                                       | Versenyszám  | Előfutam | Előfutam | Negyeddöntő | Negyeddöntő | Elődöntő | Elődöntő | B döntő  | B döntő | Döntő   | Döntő   | Helyezés |
| Versenyző                                                                       | Versenyszám  | Idő      | Hely.    | Idő         | Hely.       | Idő      | Hely.    | Idő      | Hely.   | Idő     | Hely.   | Helyezés |
| ------------------------------------------------------------------------------- | ------------ | -------- | -------- | ----------- | ----------- | -------- | -------- | -------- | ------- | ------- | ------- | -------- |
| Annita van Doorn                                                                | 500 m        | 44,751   | 3.       | kiesett     | kiesett     | kiesett  | kiesett  | kiesett  | kiesett | kiesett | kiesett | 20.      |
| Annita van Doorn                                                                | 1000 m       | 1:31,516 | 2.       | 1:32,067    | 3.          | kiesett  | kiesett  | kiesett  | kiesett | kiesett | kiesett | 11.      |
| Liesbeth Mau Asam                                                               | 500 m        | 45,135   | 4.       | kiesett     | kiesett     | kiesett  | kiesett  | kiesett  | kiesett | kiesett | kiesett | 26.      |
| Liesbeth Mau Asam                                                               | 1000 m       | kizárták | kizárták | kiesett     | kiesett     | kiesett  | kiesett  | kiesett  | kiesett | kiesett | kiesett | kiesett  |
| Jorien Ter Mors                                                                 | 500 m        | 45,120   | 3.       | kiesett     | kiesett     | kiesett  | kiesett  | kiesett  | kiesett | kiesett | kiesett | 23.      |
| Jorien Ter Mors                                                                 | 1000 m       | kizárták | kizárták | kiesett     | kiesett     | kiesett  | kiesett  | kiesett  | kiesett | kiesett | kiesett | kiesett  |
| Annita van Doorn Liesbeth Mau Asam Jorien ter Mors Sanne van Kerkhof Maaike Vos | 3000 m váltó |          |          |             |             | 4:16,520 | 3.       | 4:16,120 | 1.      |         |         | 4.       |

## Snowboard
Halfpipe
| Versenyző        | Versenyszám | Selejtező  | Selejtező  | Selejtező | Elődöntő   | Elődöntő   | Elődöntő | Döntő      | Döntő      | Helyezés |
| Versenyző        | Versenyszám | 1. forduló | 2. forduló | Hely.     | 1. forduló | 2. forduló | Hely.    | 1. forduló | 2. forduló | Helyezés |
| ---------------- | ----------- | ---------- | ---------- | --------- | ---------- | ---------- | -------- | ---------- | ---------- | -------- |
| Dolf van der Wal | Férfi       | 14,5       | 11,8       | 18.       | kiesett    | kiesett    | kiesett  | kiesett    | kiesett    | 37.      |

Parallel giant slalom
| Versenyző           | Versenyszám | Selejtező | Selejtező | Nyolcaddöntő                    | Negyeddöntő                   | Elődöntő                          | Döntő                              | Helyezés |
| Versenyző           | Versenyszám | Idő       | Hely.     | Ellenfél Eredmény               | Ellenfél Eredmény             | Ellenfél Eredmény                 | Ellenfél Eredmény                  | Helyezés |
| ------------------- | ----------- | --------- | --------- | ------------------------------- | ----------------------------- | --------------------------------- | ---------------------------------- | -------- |
| Nicolien Sauerbreij | Női         | 1:23,18   | 2.        | Isabella Laboeck (GER) · -17,98 | Claudia Riegler (AUT) · -0,30 | Selina Jörg (GER) · nem ért célba | Jekatyerina Iljuhina (RUS) · -0,23 |          |